# Volodymyr Chandohij
Volodymyr Chandohij (ukrajinsky Володимир Дмитрович Хандогій; * 21. února 1953 Čerkasy, Ukrajinská SSR, Sovětský svaz) je ukrajinský diplomat. V roce 2009 stál několik měsíců v čele ministerstva zahraničích věcí Ukrajiny. Post zastával dočasně, poté, co byl z úřadu odvolán Volodymyr Ohryzko. V říjnu 2009 jej nahradil řádně zvolený nový ministr Petro Porošenko.